# Nuristanska språk
De nuristanska språken är en grupp indoeuropeiska språk som tillhör den indoiranska grenen. De nuristanska språken talas i provinsen Nurestan i Afghanistan. De nuristanska språken visar vissa likheter med de dardiska språken (som är indoariska) men betraktas som en separat, tredje gren av den indoiranska familjen. 

## Språk
Det finns sex nuristanska språk:
- Askunu, med cirka 40 000 talare
- Kamkata-viri, med cirka 40 000 talare
- Vasi-vari, med cirka 8 000 talare
- Tregami, med cirka 3 500 talare
- Waigali, med cirka 12 000 talare
- Zemiaki, med cirka 500 talare